# 温迪·贝蒂
温迪·贝蒂（英語：Wendy Beattie，1980年9月18日—），澳大利亚女子曲棍球运动员。她曾代表澳大利亚国家队参加2006年英联邦运动会曲棍球比赛，获得一枚金牌。